# Notomys alexis
Espèce
Statut de conservation UICN

 LC  : Préoccupation mineure
Statut CITES
Notomys alexis est une espèce de rongeur de la famille des Muridae.

## Distribution
Cette espèce est endémique d'Australie. Elle se rencontre dans le centre et l'ouest du pays, occupant aussi bien les étendues plates sablonneuses couvertes de Spinifex, les dunes de sable stabilisées, ou les plaines limoneuses couvertes de mulgas et de Melaleuca.

## Description
Notomys alexis mesure entre 95 et 115 mm et présente une queue d'environ 140 mm de long. Sa masse est d'environ 35 g. Sa fourrure est noisette ou fauve sur le dessus, et pâle sur la partie ventrale. Sa tête est grisâtre au niveau du museau et entre les yeux et les oreilles. Sa queue est touffue et rosâtre, plus sombre sur le dessus que dessous.

## Reproduction
Notomys alexis se reproduit toute l'année en fonction des conditions climatiques mais plus particulièrement au printemps. La gestation dure entre 38 et 41 jours mais peut se prolonger lorsque la femelle allaite encore la précédente portée. Le nombre de petits par portée est de 3 ou 4 en général et jusqu'à 6 au maximum. Ils atteignent leur maturité sexuelle à l'âge de deux mois et demi.

## Mœurs, population
Elle sort surtout la nuit, bondissant à travers les terrains dégagés sur ses grandes pattes postérieures, la queue tendue et le reste de l'organisme presque horizontal.
La population fluctue énormément. Il s'agit d'une espèce généralement rare et probablement restreinte aux étendues sablonneuses. Après la pluie, sa population explose et elle se propage à d'autres types d'habitat pour un temps.